# 坦帕 (堪薩斯州)
坦帕（英語：Tampa）是一個位於美國堪薩斯州馬里昂縣的城市。

## 地方資料
根據2020年美國人口普查的數據，坦帕的面積為0.46平方千米，當中陸地面積為0.46平方千米，而水域面積為0.00平方千米。當地共有人口105人，而人口密度為每平方千米228.26人。